# Виссер, Ад (вратарь)
Адрианюс Кристиан (Ад) Виссер (нидерл. Adrianus Christiaan "Ad" Visser; 26 мая 1926, Амстердам — 5 июля 2010, Вурден) — нидерландский футболист, игравший на позиции вратаря, выступал за амстердамские команды «Блау-Вит», «Аякс», БВК «Амстердам» и ДВС.

## Ранние годы
Адрианюс Кристиан Виссер родился 26 мая 1926 года в Амстердаме в семье Адрианюса Кристиана Виссера и его жены Тёнтье Катарины ван Портен. Его отец работал огранщиком алмазов, а мать была художником декоратором.

## Клубная карьера

### «Аякс»
Летом 1951 года Ад Виссер перешёл в амстердамский «Аякс»; до этого он числился резервным голкипером в клубе «Блау-Вит». В августе он дебютировал за основной состав, сыграв в товарищеском матче против испанского клуба «Сабадель». Представители Лиги Сегунды нанесли амстердамцам первое поражение в сезоне, выиграв на «Олимпийском» стадионе со счётом 2:4. Перед стартом чемпионата Ад стал основным голкипером клуба, а ван де Пол, сыгравший в предыдущем сезоне 5 матчей стал резервным вратарём.
В чемпионате за «красно-белых» Виссер впервые сыграл 2 сентября в матче против клуба ДОС. В той встрече он допустил грубую ошибку, которая позволила игрокам из Утрехта сократить счёт, однако «Аякс» в итоге одержал победу — 3:2. В том сезоне Виссер сыграл во всех играх чемпионата — в 32 матчах он пропустил 46 голов и только в 9 играх оставил свои в неприкосновенности. «Аякс» занял первое место в своей группе и вышел в финал чемпионата, но по его итогам подопечные Боба Томсона заняли последнее четвёртое место, так и не выиграв ни одного матча. 

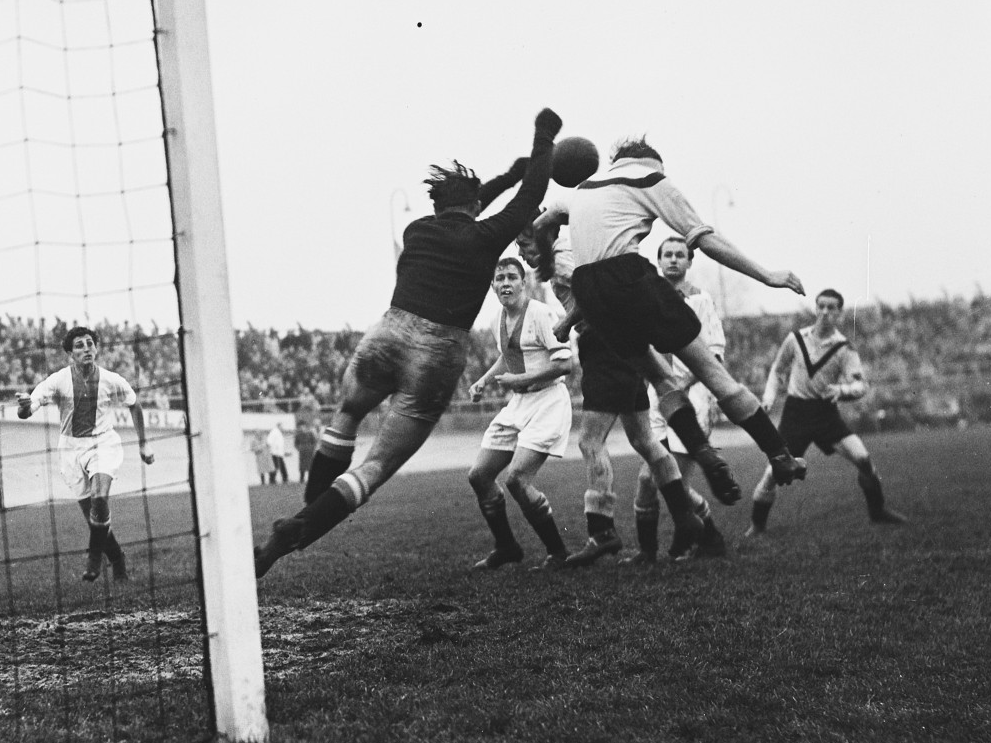
Виссер в борьбе за верховой мяч в игре с ДОС, 16 декабря 1951

В следующем сезоне Ад также являлся игроком основного состава на протяжении большей её части, сыграв в первенстве страны 19 матчей. В середине сезона команду покинул главный тренер Томсон, который был обвинён клубом в халатности, после чего он потерял авторитет среди игроков. С января 1953 года с командой временно работал Карел Кауфман, а в марте клуб возглавил австриец Вилли Штейскаль. В конце марта Виссер получил травму в матче против «Фризии», поэтому в следующем туре место в воротах занял 18-летний дебютант Эдди Питерс Графланд. Спустя тур Ад вернулся в ворота, однако оставшуюся часть матчей в чемпионате доигрывал Питерс Графланд и ван Дрехт.
В своём последнем сезоне в «Аяксе» Виссер провёл только 2 матча в чемпионате. В октябре 1953 года он заменил на две игры травмированного Питерс Графланда, которому была необходима операция на бедре. Свою последнюю игру в составе «красно-белых» он провёл 18 октября против клуба «Энсхедезе Бойз». Тем не менее Ад покинул «Аякс» только через год.

### БВК «Амстердам» и ДВС

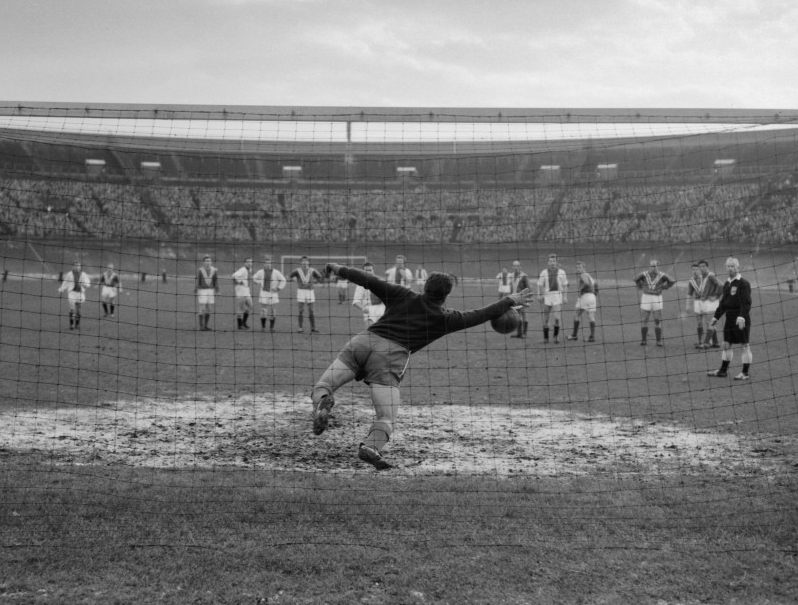
Виссер отражает пенальти в матче с «Аяксом», 1 января 1959

В июле 1954 года Виссер и его одноклубник Ханс Боскамп перешли в новый клуб БВК «Амстердам». В конце июля Королевский футбольный союз Нидерландов лишил членства ряд игроков, в том числе Виссера и Боскампа, которые перешли в профессиональные команды объединённые Нидерландским профессиональным футбольным союзом (NBVB). Под эгидой этого союза был организован чемпионат из 10 участников, но 25 ноября 1954 года было принято решение об объединении KNVB и NBVB. После этого был создан новый чемпионат Нидерландов, который впервые получил статус профессионального. Клуб Виссера был определён в первую из четырёх групп первого класса. По итогам того сезона БВК «Амстердам» занял пятое место, которое позволило команде участвовать в следующем сезоне в переходном чемпионате.
Через год клуб вышел в новый высший дивизион — Эредивизи. С 1956 года Виссер сыграл в этом турнире 39 матчей, а летом 1958 года его команда объединилась с клубом ДВС, после чего он перешёл в этот клуб. В составе «черно-синих» голкипер дебютировал 16 сентября в матче 4-тура чемпионата против клуба МВВ, заменив в стартовом составе игравшего в предыдущих турах Франса Крамера. На протяжении всего сезона Ад являлся основным вратарём клуба, сыграв в 30 матчах чемпионата. ДВС завершил сезон на 15 месте.

## Личная жизнь
Виссер женился в возрасте двадцати семи лет. Его избранницей стала 26-летняя Питернела Катарина де Вит, уроженка Амстердама. Их брак был зарегистрирован 20 октября 1953 года в Амстердаме. В июле 1954 в их семье родились двойняшки — Тоня Катарина и Класина Адриана. Третья дочь родилась в ноябре 1962 года.
Ад умер в июле 2010 года в Вурдене спустя месяц после смерти своей супруги.